# アテノロール
アテノロール（Atenolol）はβブロッカーと称される薬物の一つで、交感神経のβ1受容体に対する拮抗作用を示す。主として心血管疾患の治療に用いられる。商品名テノーミン。高血圧治療におけるプロプラノロールを置き換える医薬品として開発され、英国で1976年に承認された:1後、狭心症、不整脈の治療薬として認められた。日本では1983年に本態性高血圧症（軽症～中等症）、狭心症、不整脈（期外収縮）に対して承認され、1987年に洞性頻脈に対して追加承認された。アテノロールは心拍数を低下させ、心負荷を減少させる。プロプラノロールと異なり、アテノロールは血液脳関門を通過しないので、中枢神経系の副作用が減少している。

## 効能・効果
日本で承認されている効能・効果は本態性高血圧症（軽症〜中等症）、狭心症、頻脈性不整脈（洞性頻脈、期外収縮）であるが、QT延長症候群、心筋梗塞、心室頻拍、アルコール禁断症状緩和にも効果があるとされる。
親水性が高く中枢への作用が弱いため、片頭痛予防効果は低い。

## 禁忌
下記の患者には禁忌である。
- 糖尿病性ケトアシドーシス、代謝性アシドーシスのある患者
- 高度または症状を呈する徐脈、房室ブロック（II、III度）、洞房ブロック、洞不全症候群のある患者
- 心原性ショックのある患者
- 肺高血圧による右心不全のある患者
- 鬱血性心不全のある患者
- 低血圧症の患者
- 重度の末梢循環障害のある患者（壊疽等）
- 未治療の褐色細胞腫の患者
- 製剤成分に対し過敏症の既往歴のある患者

## 副作用
重大な副作用として添付文書に記載されているものは、徐脈、心不全、心胸比増大、房室ブロック、洞房ブロック、失神を伴う起立性低血圧、呼吸困難、気管支痙攣、喘鳴、血小板減少症、紫斑病である。
アテノロールは2型糖尿病を惹起する危険性が高いことが知られている。
アテノロールを用いた抗高血圧治療の暫定的データに拠ると、他の高血圧治療薬に比べて心血管合併症（心筋梗塞、脳梗塞など）の発現が少ないとされる。一部の患者では利尿薬の方が優れた効果を示す場合があるが、適切に制御された臨床試験は実施されていない。

### 過量投与
過量投与の兆候はβ1およびβ2受容体への薬理作用による。症状としては、徐脈、ショックを伴う重篤な低血圧、急性心不全、低血糖症、気管支攣縮がある。初期症状に嘔吐を発現する場合がある。治療法は主に対症療法である。入院し、集中的モニタリングを実施する。薬物の吸着除去には活性炭が有用である。アトロピンは徐脈の治療に、グルカゴンは低血糖の治療に、ドブタミンは低血圧の治療に、ヘキソプレネリンやサルブタモールなどのβ2作動薬の吸入薬は気管支攣縮の治療に用いられる。血中アテノロール濃度は入院患者の中毒症状の診断の補助あるいは死亡の法医学的調査の補助になる。通常、治療中の血中濃度は3mg/L未満であるが、過量投与時には3〜30mg/Lに達する。